# Illtyd Buller Pole-Evans
Illtyd Buller Pole-Evans (* 3. September 1879 in Llanmaes, Wales; † 16. Oktober 1968 in Umtali, Rhodesien) war ein walisischer Botaniker im Gebiet der Mykologie und Spermatophyten, der zahlreiche Pflanzenarten Afrikas erstbeschrieben hat. Sein Namenskürzel lautet „Pole-Evans“.

## Leben
Pole-Evans wurde 1879 als Sohn des anglikanischen Pfarrers Daniel Evans und Caroline Jane Poles in Llanmaes nahe Cardiff geboren.
Nachdem er 1903 an der University College of South Wales and Monmouthshire sein Studium mit dem Bachelor of Science abgeschlossen hatte, studierte Pole-Evans an der University of Cambridge Mykologie und Pflanzenpathologie bei Harry Marshall Ward, wo er 1905 einen Master of Arts erwarb.
Pole-Evans wurde als Mykologe und Pflanzenpathologe in dem neu eingerichteten Landwirtschaftsministerium des Staates Südafrikanische Republik (Transvaal) bestellt. Trotz der rudimentären Labore verwirklichte Pole-Evans ein Forschungsprogramm und begann mit regelmäßigen Veröffentlichungen. Er wurde 1912 mit der Leitung der Abteilung Mykologie und Pflanzenpathologie beauftragt. Diese wurde später Teil der Abteilung für Botanik und Pflanzenpathologie.
Nach seiner Niederlassung in Pretoria wandte er seine Aufmerksamkeit der reichen Flora seiner neuen Heimat zu. Besonderes Interesse widmete er den Aloen. Zudem begründete er eine reichhaltige Sammlung von hohem Wert und pflanzte diese auf dem Gelände der Abteilung an. Einige neue Arten wurden durch ihn 1915 und 1917 in den Mitteilungen der Royal Society of South Africa beschrieben.
Als 1916 eine Zitronenkrebs (Xanthomonas axonopodis)-Epidemie die Zitrusindustrie Transvaals zu zerstören drohte, führte Pole-Evans ein drastisches Programm durch, das die völlige Vernichtung befallener Pflanzungen und Baumschulen vorsah. Dieser rechtzeitige Eingriff rettete die Industrie.
Auf seinen Reisen durch Südafrika sammelte er Fotografien und Daten zu den Hauptarten der Vegetation dieser Region. Daraus entstand ein vorläufiger Bericht „The Plant Geography of South Africa“ (deutsch Pflanzengeographie Südafrikas), in dem er 19 botanische Regionen mit jeweils unterschiedlichen ökologischen Merkmalen beschrieb.
Seine Klassifizierung mit der zugehörigen Vegetationskarte im Maßstab 1:3.000.000 blieb Standard, bis sie 1953 durch die Systematik von John Phillip Harison Acocks ersetzt wurde. Er veranlasste die Gründung des Botanical Survey Advisory Committee (deutsch etwa „Beratungsausschuss für botanische Untersuchungen“). Dies führte zur Herausgabe der Reihe Memoirs of the Botanical Survey of South Africa, erstmals 1919 erschienen. Er begann 1920 auch die Reihe Flowering Plants of South Africa und 1921 Bothalia.
Eines seiner Hauptinteressengebiete waren Weidegräser. Er war entscheidend daran beteiligt, viele dieser Gräser von unterschiedlichen afrikanischen Lokalitäten zu sammeln und sie nach Südafrika einzuführen. Diese Gräser wurden in den Versuchsstationen Prinshof und Rietondale angepflanzt und untersucht.
1930 begleitete Pole-Evans John Hutchinson und Jan Smuts auf einer zweimonatigen Expedition durch Süd- und Nord-Rhodesien bis nach Malawi und zum Tanganjikasee. 1938 führte er auf Einladung der kenianischen Regierung in Begleitung von C. J. J. van Rensburg, einem Agrostologen, und J. Erens, einem Pflanzen- und Samensammler, eine noch anspruchsvollere Expedition über etwa 20.000 km durch. Diese Reise durch Südrhodesien und Tanganjika nach Kenia führte nach Norden bis an die Grenzen des Sudan und Äthiopiens, und zurück über Uganda, das Ruwenzori-Gebirge und Belgisch-Kongo. Das Ergebnis seiner Expedition wurde in den Memoirs of the Botanical Survey of South Africa No. 22 von 1948 veröffentlicht.
Während seiner Schaffenszeit sammelte Pole-Evans in weiten Teilen Afrikas, also in Belgisch-Kongo, Kenia, Tanganjika, Nord-Rhodesien, dem Protektorat Betschuanaland, Südafrika und Süd-Rhodesien. Seine Exponate sind weit verbreitet (u. a. USA). Sein Einsatz für die Botanik während seiner Tätigkeit im Landwirtschaftsministerium Südafrikas, hat für eine ganze Generation südafrikanischer Botaniker hohe Maßstäbe gesetzt und diesem Wissenschaftsgebiet einen unvergleichlichen Aufschwung gegeben.
Pole-Evans war an der Ausdehnung des Dongola-Reservates, das in den 1920er Jahren in Nord-Transvaal geschaffen und 1948 von der Regierung wieder aufgelöst wurde, maßgeblich beteiligt.
1955 zog sich Pole-Evans nach Umtali in Rhodesien zurück. Dort führte er seine Sammlungen fort und starb im Alter von 89 Jahren am 16. Oktober 1968.

## Funktionen und Auszeichnungen
- Fellow der Linnean Society of London
- Fellow der Royal Society of South Africa
- Gründungsmitglied der South African (SA) Biological Society
- 1911, 1919, 1926 Präsident der South African Biological Society
- 1916 Präsident der Section C der South African Association for the Advancement of Science
- 1920 Präsident der South African Association for the Advancement of Science
- 1921 Verleihung des Order of St. Michael and St. George
- 1922 Medaille und Ehrenpreis der South African Association for the Advancement of Science
- 1933 LLD (ehrenhalber) der Witwatersrand University[7]

## Ehrungen
Die Pflanzengattung Polevansia B. de Winter aus der Familie der Süßgräser (Poaceae) ist nach Illtyd Buller Pole-Evans benannt. Auch zahlreiche Pflanzenarten wie Streptocarpus pole-evansii Verd. beispielsweise Dinteranthus pole-evansii, Gladiolus pole-evansii Verd., Nananthus pole-evansii N.E.Br., Conophytum pole-evansii N.E.Br. sind nach ihm benannt worden und andere Pflanzennamen sind Synonyme beispielsweise ist Aloe pole-evansii Christian ein Synonym von Aloe dawei A.Berger.

## Familie
1922 heiratete er Mary R. H. Thompson, die mit ihm zuvor bereits als Mykologin zusammengearbeitet hatte.